# Islam in Nepal

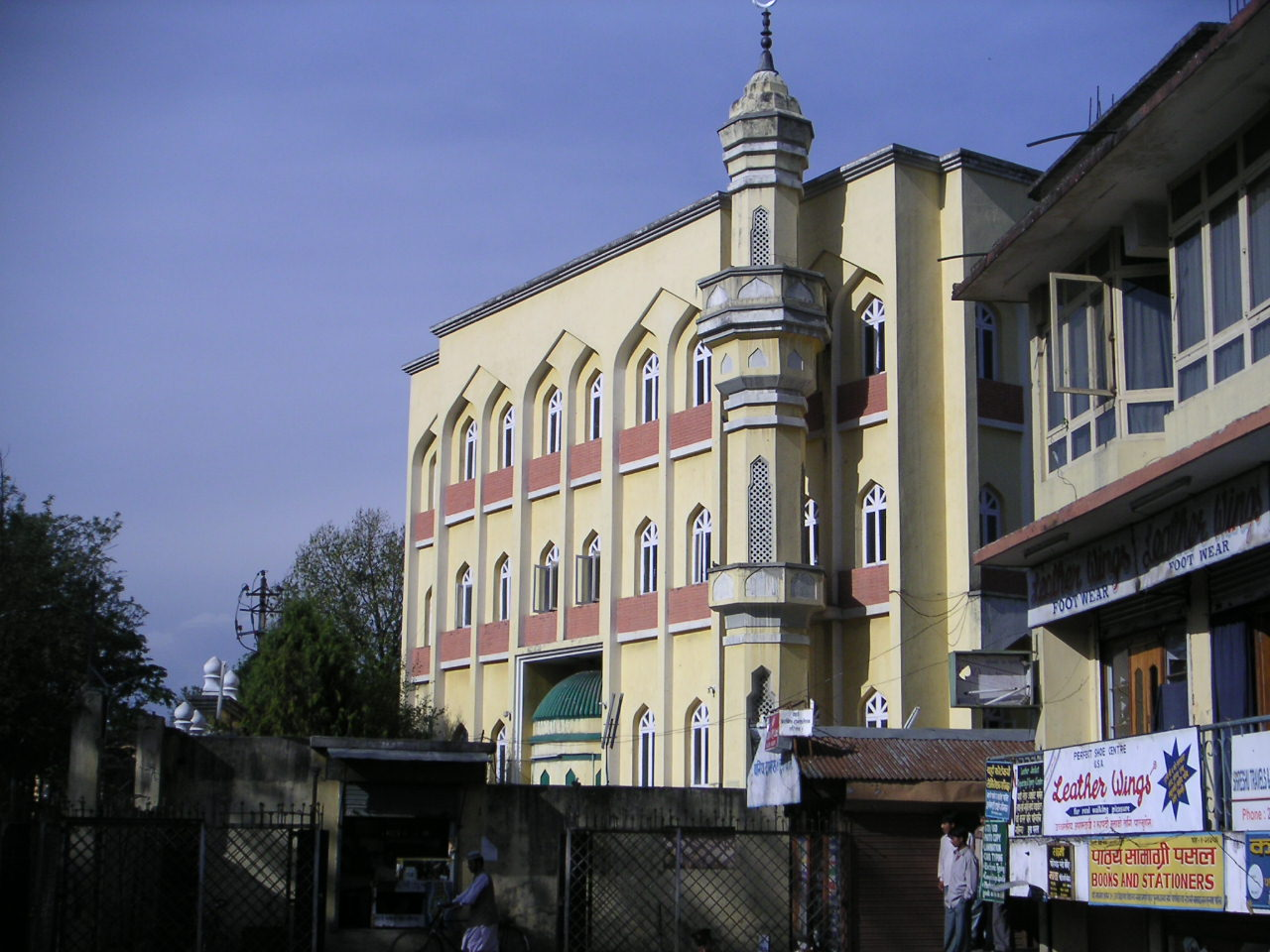
Moskee in Kathmandu

De islam heeft 1,16 miljoen aanhangers in Nepal (2011), hetgeen gelijk staat aan 4,38% van de bevolking. Nagenoeg alle moslims in Nepal woonden in de laaglanden van de regio Terai, langs de grens met India.

## Geschiedenis
In Nepal woont al eeuwenlang een islamitische minderheid. Nepalese historici geloven dat de eerste moslims zich in Kathmandu vestigden tijdens het bewind van koning Ratna Malla aan het einde van de 15e eeuw. Kasjmiri handelaren waren waarschijnlijk de eerste moslims die arriveerden, gevolgd door Afghanen, Perzen en Arabieren. Tijdens het regime van Jang Bahadur Rana migreerde een groot aantal moslims vanuit India naar de Tarai-regio op de vlucht voor vervolging door het Britse leger tijdens de Indiase opstand van 1857.

## Demografie
In de Nepalese volkstelling van 2021 werden 1.483.060 moslims geregistreerd, een verzevenvoudiging ten opzichte van 210.000 moslims in 1952. De geslachtsverhouding van de moslimgemeenschap was in 2011 vrij evenredig: 583.799 mannen tegen 578.571 vrouwen. Het overgrote deel van de islamitische bevolking woonde in 2011 in dorpen op het platteland (986.844 personen). De urbanisatiegraad was laag en bedroeg slechts 15%, vergelijkbaar met het landelijke gemiddelde van 17%.
| Religie          | 1952      | 1952 | 1961      | 1961 | 1971       | 1971 | 1981       | 1981 | 1991       | 1991 | 2001       | 2001 | 2011       | 2011 | 2021       | 2021 |
| Religie          | Aantal    | %    | Aantal    | %    | Aantal     | %    | Aantal     | %    | Aantal     | %    | Aantal     | %    | Aantal     | %    | Aantal     | %    |
| ---------------- | --------- | ---- | --------- | ---- | ---------- | ---- | ---------- | ---- | ---------- | ---- | ---------- | ---- | ---------- | ---- | ---------- | ---- |
| Islam            | 208.899   | 2,54 | 280.597   | 2,98 | 351.186    | 3,04 | 399.197    | 2,66 | 653.218    | 3,53 | 954.023    | 4,20 | 1.162.370  | 4,38 | 1.483.060  | 5,09 |
| Totale bevolking | 8.235.079 | 100  | 9.412.996 | 100  | 11.552.983 | 100  | 15.022.839 | 100  | 18.491.097 | 100  | 22.736.934 | 100  | 26.494.504 | 100  | 29.164.578 | 100  |